# Raïon de Verkhniadzvinsk
Le raïon de Verkhniadzvinsk (en biélorusse : Верхнядзьвінскі раён, Verkhniadzvinski raïon) ou raïon de Verkhnedvinsk (en russe : Верхнедвинский район, Verkhnedvinski raïon) est une subdivision de la voblast de Vitebsk, en Biélorussie. Son centre administratif est la ville de Verkhniadzvinsk.

## Géographie
Le raïon couvre une superficie de 2 140,76 km2, dans le nord de la voblast. Le raïon de Verkhniadzvinsk est limité au nord par la Russie, à l'est par le raïon de Rassony et le raïon de Polatsk, au sud par le raïon de Miory, dont il est séparé par le fleuve Daugava, et à l'ouest par le raïon de Braslaw et la Lituanie.

### Réserve naturelle
- Chyrvony Bor est sur le territoire du raïon, en partage avec celui de Rassony.

## Histoire
Le raïon de Dryssa fut créé le 17 juillet 1924 en RSS de Biélorussie. Il fit partie de l'okroug de Polotsk jusqu'à sa suppression en 1930 et fut alors rattaché directement à la RSS de Biélorussie. En 1938, lorsque la Biélorussie fut à nouveau divisée en oblasts, le raïon fut incorporé à l'oblast de Vitebsk. Le 25 décembre 1962, la ville de Dryssa fut renommée Verkhniadzvinsk et le raïon de Dryssa devint le raïon de Verkhniadzvinsk.
Les symboles du raïon, blason et drapeau, ont été approuvés par un décret du Président de la république de Biélorussie le 26 juillet 2002.

## Population

### Démographie
Les résultats des recensements de la population (*) font apparaître une diminution rapide de la population du raïon depuis 1959, qui s'est accélérée dans les premières années du XXIe siècle.
| 1959*  | 1970*  | 1979*  | 1989*  | 1999*  | 2009*  |
| ------ | ------ | ------ | ------ | ------ | ------ |
| 39 508 | 38 360 | 34 419 | 32 411 | 30 768 | 24 675 |

### Nationalités
Selon les résultats du recensement de 2009, la population du raïon se composait des nationalités suivantes :
- 90,06 % de Biélorusses ;
- 7,38 % de Russes ;
- 1,14 % d'Ukrainiens.

### Langues
En 2009, la langue maternelle était le biélorusse pour 68,7 % des habitants du raïon de Verkhniadzvinsk et le russe pour 30,03 %. Le biélorusse était parlé à la maison par 37,61 % de la population et le russe par 57,41 %.